# 알렉산더 플레밍
알렉산더 플레밍 경(영어: Sir Alexander Fleming, FRS, 1881년 8월 6일 ~ 1955년 3월 11일)은 영국 스코틀랜드의 의사이며, 세균학자이다. 대표 업적은 항균물질 리소자임과 푸른곰팡이(Penicillium notatum)에서 페니실린을 발견한 것이다. 페니실린의 발견은 후에 항생제 분야 발전의 시발점이 되었다. 이에 대한 업적으로 플레밍은 1945년 에른스트 보리스 체인, 하워드 플로리와 함께 노벨 생리학·의학상을 공동 수상하였다.
플레밍은 스코틀랜드 에어셔 지방의 로흐필드 출신으로 킬마르녹의 리젠트 공예학교에서 2년간 교육받았다. 그리고 상선회사에서 4년간 일한 후에 런던 대학교 세인트 메어리즈 병원 의과대학(현 임페리얼 칼리지 런던)에 입학하여 졸업 후에는 제1차 세계 대전에서 병원이 파괴될 때까지 의학교 소속으로 있었다. 제1차 세계 대전 중 그는 많은 동료들처럼 프랑스의 야전병원에서 복무하였다. 전쟁 후에는 세인트 메어리즈 병원 의학교에 복귀하여 감염병 치료를 개선시킬 수 있는 세균학 및 면역학 분야를 연구하였다.
알렉산더 플레밍의 대표적인 연구 업적에는 리소자임과 페니실린이 있다. 이 두 가지는 1920년대에 우연적으로 발견되었다. 리소자임은 1922년 플레밍이 제1차 세계 대전 중 부상병들이 세균으로 인한 패혈증으로 죽어가는 것에 대한 연구를 하던 도중에 우연적으로 발견 · 분리되었으며, 페니실린은 1928년 포도상구균 배지에서 인플루엔자 바이러스에 관한 연구를 하던 중 우연히 배양기에 발생한 푸른곰팡이 주위가 무균 상태라는 사실을 통해 발견되었다. 더욱 연구에 박차를 가하여 마침내 푸른곰팡이의 배양물을 800배로 묽게 하여도 포도상구균의 증식을 방지할 수 있다는 사실을 발견, 이 물질을 페니실린이라 명명하였다. 이러한 우연적인 발견을 과학사에서는 세런디피티라고 한다. 플레밍의 리소자임과 페니실린 발견은 세런디피티의 대표적인 예로, 때때로 이러한 우연적인 발견은 과학의 발전에 큰 부분을 차지하고 있다.
1955년 심근 경색으로 사망하였다.

## 생애

### 연표[3]
- 1881년 스코틀랜드 출생
- 1900년 고등학교: 스코틀랜드 킬마르녹의 리젠트 공예 학교에서 2년 다님
- 대학: 런던의 왕립 폴리테크닉 학교를 다님
- 1901년 런던 대학교의 세인트 메리 의과대학에 등록(의학공부 시작)
- 1906년 MBBS(기초적인 의학학위) 취득, 세인트 메리 병원 앰로스 라이트(Almroth Wright)의 예방접종과에 합류
- 1906-1914년 선생님: 런던 대학교 세인트 메리 의과 대학(1906-14)
- 1910년 영국에서 살바르산을 최초로 사용함
- 제1차 세계 대전 중: 왕립군사의무단
- 1915년 사라 맥엘로이와 결혼
- 1918년 제1차 세계 대전이 끝난 후 모교(세인트 메리 의과대학)로 돌아옴
- 1919년 왕립외과협회의 헌터좌(座) 교수
- 1922년 리소자임의 발견
- 1928년 런던 대학교 세인트 메리 의과대학 세균학 교수 임명, 애리스앤드 게일 강사 및 페니실린의 발견
- 1943년 왕립학회 회원
- 1944년 기사작위(Knight Bachelor)서임[4]
- 1945년 하워드 플로리, 언스트 체인과 함께 노벨 생리학·의학상 공동 수상
- 1946년 앰로스 라이트의 뒤를 이어 실험실 책임자가 됨
- 1948년 런던 대학교 세균학 명예교수
- 1948년 라이트-플레밍 연구소 소장
- 1951-1954년 에든버러 대학교 학장
- 1953년 아말리아 보레카와 결혼
- 1955년 심근 경색으로 사망, 런던 세인트 폴 대성당에 안치

### 초년(1881년 ~ 1918년)

#### 유년 및 청년기
알렉산더 플레밍은 1881년 8월 6일 스코틀랜드 남부 에어셔 지방의 로흐필드에서 농부인 휴즈 플레밍과 그레이스 스털링 모턴의 셋째 아들로 태어났다. 그는 빅토리아 시대의 전형적인 스코틀랜드식 교육을 받았으며 이 교육과정들은 대학 교육을 위한 준비과정이 되었다. 플레밍은 어릴 적에 라우던 무어 학교와 다블 중학교를 다녔다.
킬마르녹 학원에서는 2년 장학금을 받으며 기초교육과정을 받았다. 그 후에는 런던으로 떠나 런던의 왕립 폴리테크닉 학교에서 공부를 하였다. 그 후 상선에서 4년간 사무원으로 일한 후 삼촌(존 플레밍)으로부터 물려받은 약간의 유산으로 대학에서 공부할 수 있었으며, 런던 대학교 의학부의 장학금을 받을 만큼 뛰어난 성적을 받았다. 그리고 런던 대학교의 세인트 메리 병원(지금의 임페리얼 칼리지)에서 의학공부를 시작하였다.

#### 의학 공부 및 연구원
1906년 8월 6일에 세인트 메리병원에서 뛰어난 성적으로 의학 면허를 취득하였으며 곧 세인트 메리 병원의 앰로스 라이트(Almroth Wright)의 예방 접종과에 합류하였다. 플레밍은 그의 학문 생활 전부를 그 병원에서 보냈다. 앰로스 라이트는 백신 치료와 면역학의 개혁자이며, 특히 1898년에 장티푸스 백신 개발로 유명하다. 후에 다시 지어진 이 연구소는 라이트-플레밍연구소가 되었다.
플레밍이 있던 예방 접종과는 매우 열정적이기는 하였지만, 당시 전체적인 연구소의 환경은 매우 열악하였다. 세인트 메리 병원에서 연구 환경이 괜찮은 편에 속하던 예방 접종과도 연구실이 매우 부족한 상황이었으며, 교수인 라이트조차도 개인 연구실을 갖지 못했다. 그래서 플레밍을 포함한 라이트 실험실의 연구원들은 각자 개인적으로 환자를 치료하여 돈을 벌어야만 하였다.
그는 MBBS(기초의사학위)를 1906년에 취득하였고 1914년 제1차 세계 대전이 발발하기까지 세인트메리 병원에서 선생님으로 일하였다.

#### 제1차 세계 대전 중(1914 ~ 1918년)
제1차 세계 대전이 일어났을 때 플레밍은 영국군(왕립군사의무단)에 입대하여 다른 많은 그의 동료와 함께 프랑스의 야전병원에서 의무장교로 근무했다. 당시 그는 전장에서 상처가 썩어 들어가는 부상자들을 위해 볼로냐의 카지노에 설치된 특별 연구실에서 소독약 및 방부외과기술에 대해서 연구하였다. 1915년 휴가 중에, 그는 ‘사린’으로 불리기를 좋아했던 간호사 사라 맥엘로이와 결혼했다. 그녀는 내성적인 플레밍과는 정반대로 외향적인 성격의 소유자였고, 그녀의 쌍둥이 자매 엘리자베스와 요양원을 운영했다.

### 활동기(1919 ~ 1955년)
1918년에 그는 세인트 메리 병원으로 돌아와서 교수가 되었으며(Professor Medicine). 1919년에는 왕립의과협회의 헌터좌교수가 되었다. 이후 플레밍은 면역학, 세균학, 그리고 화학요법 분야에서 많은 연구를 했다. 제1차 세계 대전 이후 실패만 계속되는 소독약 및 방부외과분야에, 플레밍의 리소자임 발견은 전환점을 가져오게 된다. 리소자임은 플레밍에 의해 콧물 속에서 처음 발견되었으며, 대부분의 업적은 플레밍에 의해 이루어졌다. 플레밍은 이후 페니실린 발견 이후에도 리소자임이 페니실린보다도 더 중요할 것이라고 생각하였다. 1928년에 플레밍은 세인트 메리 병원 예방 접종과의 세균학 교수로 임명되었으며 과의 부책임자가 되었다. 플레밍은 그 해에 페니실린을 발견했는데, 이것은 『영국실험병리학회지』에「B-인플루엔자 분리에 이용된 페니실륨 곰팡이의 항세균 작용에 대하여」라는 논문으로 1929년에 발표되었다. 하지만 이전에 발견한 생물체 내에서의 자연 방어 물질인 리소자임의 병원균에 대한 낮은 항생 능력은 플레밍이 화학요법에 대해 부정적 생각을 갖게 하였다. 또한 당시 페니실린에 관련된 화학요법이 의학 문제에 어떤 해결책이 되어줄 수 있을 것이라고 생각하지 않았다. 하지만 페니실린을 발견한 것 자체는 이후 항생제 분야에서 아주 큰 역할을 하게 된다. 1932년에 플레밍은 페니실린에 대한 연구를 포기한다. 그는 이후의 페니실린 및 항생제의 연구에 단지 다른 연구자들에게 자신이 배양한 균주를 주는 일밖에 하지 않았다. 플레밍은 자신이 화학요법을 연구할 만한 화학적 전문성이 되지 않는다고 생각하였고, 앞에서 언급하였듯 화학요법은 심각한 감염을 치료할 만한 가능성이 없다고 생각하였다.
페니실린의 연구는 후에 다른 연구자들에게 넘어가게 된다. 1939년에 플레밍의 균주 표본은 하워드 플로리가 이끄는 옥스퍼드 대학교 연구팀에서 중요한 연구가 수행된다.
플레밍은 1943년 왕립학회의 회원으로 선출되었으며, 1944년에는 기사작위를 받았다. 1945년에는 하워드 플로리, 에른스트 체인과 노벨 생리학·의학상을 공동 수상하였다. 1946년에는 앰로스 라이트의 뒤를 이어 실험실 책임자가 되었으며 1948년에는 라이트-플레밍 연구소의 책임자가 되었다. 1948년에 아내인 사라 맥엘로이가 죽은 후 1953년에 동료인 아말리아 보레카와 결혼하였다.

## 연구업적

### 1920년대 이전의 연구 및 살바르산 사용
플레밍이 세인트 메리 병원에서 앰로스 라이트의 밑에서 공부할 때에는 플레밍의 초기 연구들은 라이트의 직접적인 지도로 이루어졌다. 라이트가 세인트 메리 병원에서 얻은 초창기 성과들은 그의 명성을 매우 높여 주었다. 당시에 혈액의 면역을 설명하는 기작은 크게 두 가지가 있었다. 첫 번째는 혈액 중의 백신 작용에 의해 일어나는 어떠한 혈액 중의 요소는 독성균의 침입 때 계속 지속된다는 것이고, 두 번째는 백혈구와 같은 혈액 중 요소들이 식세포작용을 통해 면역을 일으킨다는 것이다. 라이트는 면역 기작에 대한 두 이론을 적절히 조화시켜서 현대의 면역 메커니즘에 가깝게 만들어 냈다. 그는 혈액 중 항원과 결합하여 강한 탐식성을 가진 대식 세포 또는 과립 백혈구에 의한 식세포 작용을 조장하여 주는 혈청 속의 물질을 옵소닌이라고 명명하였다. 따라서 플레밍의 초기 연구 또한 주로 옵소닌 계수의 측정 방법을 확립하고, 그것을 이용하는 것이었다. 이러한 연구가 필요로 하는 기술들은 대개 실험실에서의 유리 기구와 현미경을 이용한 미세 기술들이었는데 플레밍은 이러한 기술에 두각을 드러냈으며, 이는 플레밍에게 아주 중요한 기회를 가져다주게 된다.
플레밍은 영국에서 살바르산을 사용한 최초의 의사이다. 라이트의 친구인 파울 에이리히는 살아 있는 생체 속의 미생물을 죽일 수 있는 최초의 화합물인 살바르산을 합성하였다. 살바르산은 최초의 화학요법제로 에이리히가 1909년에 매독에 걸린 토끼에 투여하였을 때 치료 효과가 나타났다. 에이리히는 1910년 런던을 방문하여 약간의 살바르산을 라이트에게 주었다. 살바르산은 다루는 방법이 매우 까다로웠기에 미세 기술에 두각을 나타낸 플레밍이 다루게 되었다. 살바르산은 가루 형태로 투여하기 전에 물에 녹여야 했으며, 직접 혈관으로 주사하는 정맥 주사를 해야 할 뿐만 아니라, 주변 조직으로 퍼질 경우 팔 전체를 못 쓰게 될 수도 있었다.
플레밍은 영국에서 살바르산을 사용한 최초의 의사가 되었으며, 이는 약과 화학요법에 대해 부정적이던 세인트 메리 병원 예방접종과에서 가장 먼저 효과적인 화학요법제가 사용되었다는 점에서 모순적인 부분이다.

### 소독약 및 방부외과기술
플레밍의 연구에 있어 중요한 사건 중 하나는 제1차 세계 대전이었다. 플레밍은 당시 상처가 썩어 들어가는 전쟁 부상자들의 치료를 위해 라이트와 볼로냐의 카지노에 설치된 특별 연구실에서 연구하고 있었다. 패혈증, 회저, 파상풍 등은 전쟁에서 상처가 오염되기 쉬운 부상자들에게 무서운 병들이었다. 루이 파스퇴르 때부터 발전되어 온 세균학과 함께 면역학이 크게 발전하였으며, 방부외과기술 또한 크게 발전하였다. 리스터는 당대 방부외과기술의 선구자였으며, 모든 수술 기구를 소독하여야 한다고 주장하였으며 이는 당시 보편화된 지식이었다. 또한 리스터는 석탄산과 같은 강력한 소독약들도 사용하였다. 이러한 방법은 당시 리스터의 영향으로 계속될 것이었다.
하지만 플레밍은 이미 감염된 상처에 소독약을 사용하면 소독약은 미생물보다 자연 방어 체계에 더 큰 손상을 주어서 상황을 더 악화시킨다는 것을 증명하였다. 플레밍은 전쟁 기간 보다 깨끗한 조직보다 감염된 상처에서 생체 방어 수단인 식세포가 증가한다는 것을 증명하였으며, 소독약은 감염 미생물보다 면역 작용을 하는 백혈구를 먼저 죽인다는 것을 증명하였다. 플레밍은 라이터 경과 함께 온갖 종류의 소독약으로 상처 조직의 감염을 막는 실험을 계속하였지만 미생물을 완전히 제거할 수 없었으며 결국 상처로 죽어가는 조직을 최대한 잘라내는 것이 최선이라고 생각하였다. 하지만 이는 실용적인 면에서는 전혀 도움이 되지 못하였으며 따라서 군의료 당국과의 논쟁이 잦게 되었다. 플레밍은 이러한 경험으로 인해 약으로 상처를 치료하는 화학요법에 대해 부정적 태도를 갖게 되었다. 이후에 개발된 많은 소독약들이 시험관 내에서는 각기의 장점을 가지고 작용하였지만, 생체 내에서 증식하고 있는 균들에게는 전혀 효과가 없음이 번번이 증명되었다. 후에 플레밍의 리소자임(Lysozyme) 발견은 이러한 소독약에서의 실패에 전환점을 가져오게 된다.

### 리소자임

#### 정의
리소자임은 세포벽에 있는 펩티도글리칸을 가수분해 하는 항균 효소이며 동물의 조직, 침, 눈물, 알의 흰자 따위에 들어있다.

#### 리소자임의 우연적 발견 배경
1921년에 플레밍은 <tissues and secretions>라는 논문에서 리소자임이라는 항생 물질을 발표한다. 앞에서 언급되었듯 1921년 플레밍의 리소자임의 발견은 소독약 및 방부외과기술에 전환점을 가져오게 되었다. 플레밍은 리소자임 발견 이전에는 미생물이 동물의 체내에 들어올 경우, 결코 공격받을 수 없다고 생각하였다. 하지만 리소자임은 플레밍에 의해 콧물 속에서 처음 발견되게 되었는데 사람과 동물에서 분비되는 점액 속에 포함되어 있는 효소로 체내의 자연 방어 체계 중 하나이다. 리소자임의 발견에 대한 업적은 대부분 플레밍에 의해 연구되었다. 플레밍은 6년 후 페니실린을 발견한 후에도 여전히 리소자임이 페니실린보다도 더 중요할 것이라고 생각하였다고 한다.
모루아(Andre Maurois(프랑스의 소설가, 전기작가))가 쓴 플레밍의 전기에서 플레밍의 조수의 말을 인용한 바에 따르면 플레밍은 당시 자신이 감기에 걸렸을 때의 콧물을 노란색 군체의 미생물에 첨가하였다. 그는 몇 개의 배양접시를 씻던 도중 노란색 군체의 미생물의 한쪽에 미생물이 없는 부분을 발견하였고, 그 안의 미생물은 반투명으로 변해 있는 것을 발견하였다. 그리고 그 주위에는 분해 중인 미생물이 보였다고 표현하고 있다. 플레밍은 자신이 첨가한 점액 속에는 바로 주위에 있는 미생물을 분해시킬 수 있는 물질이 들어있다고 생각하였다.
이는 뒷부분에 ‘페니실린의 우연적 발견’에서 다루어지겠지만 페니실린의 우연적 발견 신화의 이야기와 매우 비슷하다. 하지만 리소자임의 우연적 발견의 경우는 페니실린의 발견과 정반대이다. 페니실린이 미생물(포도상구균)이 실험실에서 공급되고 외부로부터 곰팡이(Penicillium notatum)가 공급된 데 반해, 리소자임은 미생물을 분해할 수 있는 효소는 실험실에서 공급된 것이고, 미생물이 외부로부터 들어온 오염물질이었다.
리소자임의 발견에서 플레밍에게 실망스러웠던 점은 외부에서 공급된 미생물은 마이크로코쿠스 리소데익티쿠스(Micrococcus lysodeikticus)는 독성이 없는 세균이라는 점이었다. 즉, 리소자임은 독성이 없는 세균에는 효과가 있지만 독성 세균에는 그 효과가 거의 없다. 플레밍은 이후에 리소자임이 무엇인지 규명하고, 그 기작에 대해서 연구하였다. 리소자임 발견 경험은 6년 후 페니실린을 발견한 것에 큰 영향을 주었다. 하지만 리소자임 자체의 낮은 항생 능력은 플레밍이 화학요법에 대해 좁은 시각을 갖도록 하기도 하여서 페니실린 발견 이후에 페니실린의 가능성을 보지 못하게 한 부분도 있다.
한편 이 무렵 그는 리소자임의 발견과 함께 인간의 혈액과 다른 체액의 민감성 적정 실험과 정량 방법을 고안하여 나중에 페니실린의 적정에 사용하기도 하였다.

#### 리소자임의 작용기작
리소자임은 펩티도글리칸이라는 점액다당류를 가수분해한다. 펩티도글리칸은 n-아세틸뮤라믹산과 n-아세틸글루코사민으로 이루어진다. 이 다당류 사이의 beta-1, 4-뮤라미드 결합을 분해함으로 박테리아의 세포벽을 용해한다.

### 페니실린

#### 정의
페니실린이란 페니실륨 곰팡이류에서 얻어낸 화합물로써 항생제의 한 종류이다. 페니실린은 발견된 당시 매독, 포도상구균 감염 등 많은 병에 대해서 효과적으로 작용하였다. 비록 현재 많은 박테리아들이 페니실린에 대해서 저항성이 있지만 여전히 많이 쓰이고 있다. 모든 페니실린은 베타-락탐 항생제이고 박테리아의 감염을 막는데 쓰인다.

#### 발견 배경
페니실린의 발견은 루이 파스퇴르가 없이는 시작될 수가 없다. 파스퇴르는 항생제뿐만이 아니라 플레밍의 주 연구분야이던 방부학, 방부 외과학, 세균학, 면역학 등의 시작을 열었을 뿐만 아니라 전염병학, 공중 보건, 면역 계획 등 다양한 현대 의학이 파스퇴르와 함께 시작되었다. 일단 감염과 전염병의 원인이 세균임을 증명한 것이 파스퇴르였다. 그의 발견은 단순한 발견이 아닌, 이후 과학사에서 눈에 보이는 세계뿐만 아니라 미시 세계에 대한 연구를 가능하게 하였다. 또한 그러한 생각은 후에 공기 중의 세균들을 죽임으로써 상처 부위의 감염을 피할 수 있다고 생각한 리스터의 멸균 외과술을 포함한 외과술에 혁명적인 변화를 불러 일으켰으며, 세균에 대한 파스퇴르의 연구는 사실상 1870년부터 1940년까지의 세균학 및 의학의 흐름을 결정지었다. 이때부터 감염성 질병을 치료하기 위해 혈청 속의 백신을 사용하는 면역학이 사용되게 되었다.
파스퇴르와 페니실린의 역사적인 연결은 앰로스 라이트의 장티푸스 백신의 개발이었다. 파스퇴르는 실질적으로도 페니실린을 구현한 플레밍, 플로리, 체인에게 파스퇴르는 큰 영향을 주었다. 플레밍과 플로리는 그를 자주 인용하였으며, 체인은 파스퇴르를 가장 위대한 과학자로 추대하였다.

#### 페니실린의 우연적 발견 및 페니실린 신화

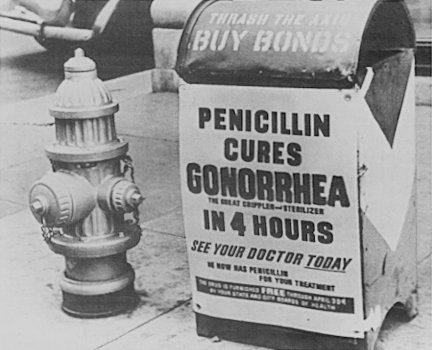
페니실린

1928년, 플레밍은 인플루엔자 바이러스에 대하여 연구하던 도중에 우연히 오래된 포도상구균 배양 배지에서 곰팡이 군체가 생긴 것을 발견하였고, 그 곰팡이 군체가 주위 세균의 성장이 중지되는 원을 형성하는 것을 발견하였다. 그는 그 곰팡이가 세균들의 성장을 억제시킨 다는 것을 알게 되었다. 하지만 당시 플레밍이 과학계에 그 발견을 발표하였을 때는 관심을 받지 못하였다. 플레밍 자신의 논문을 제외하면 페니실린에 관한 것은 플로리와 체인이 페니실린을 치료약으로 대량 생산할 때까지 그에 대한 언급은 과학사 속에서 거의 발견할 수 없다. 하지만 제2차 세계 대전이 끝난 이후에 페니실린에 관한 신문기사 및 책은 매우 많았다. 플레밍의 페니실린의 발견 당시 이야기는 그 순간으로부터 거의 20년이 지난 뒤에 처음 출판되었다. 그리고 지난 수십 년 동안 플레밍과 페니실린의 발견에 대해서는 신화와 같이 이야기가 덧붙여졌다.
일반적으로 페니실린의 발견에 대한 신화는 이렇다. 플레밍이 당시 연구를 할 때에 깨끗이 정돈된 플레밍의 연구실을 보는 것은 불가능하였다. 실험실 작업대에는 항상 연구 표본과 배양 접시들이 흩어져 있었다. 1928년의 여름에 플레밍은 상처를 포도상구균에 대한 연구를 하고 있었다. 플레밍은 포도상구균을 배양하던 배양기들을 그대로 둔 채 여름 휴가를 떠났다. 몇 주 후 그가 다시 실험실에 돌아왔을 때, 그는 우연히 열려 있던 배양 접시 중 하나에서 솜털 형태의 푸른색 곰팡이가 자라고 있는 것을 발견하였다. 그리고 그 곰팡이 주위의 포도상구균들은 모두 성장이 억제되어 죽어 있는 것을 발견하였다. 그는 그 곰팡이로부터 추출한 추출물에 페니실린이라는 이름을 붙였다.
그 후로 리치 캘더의 『생명의 구원자들』이라는 책에서 창문으로부터 곰팡이가 들어왔다는 이야기가 추가되었다. 하지만 리치 캘더는 플레밍이 실제로 사용가능한 형태의 페니실린을 발견한 것은 아니라고 덧붙였다. 그리고 그로부터 6년 후에 다른 작가인 루도비치(L.J.Ludovici)는 『플레밍, 페니실린의 발견자』에서 곰팡이 포자는 완전히 우연으로 플레밍의 배지에 떨어졌으며, 플레밍은 그를 발견할 수 있는 자질이 충분한 아주 뛰어난 천재로 묘사된다. 많은 사람들은 플레밍이 겪었던 사건은 흔히 있는 사건이지만, 다른 학자들은 그를 알아챌 수 없을 만큼 관찰력이 부족하거나 호기심이 부족한 것으로 생각하였다. 하지만 사실은 플레밍에 있어서 특별한 우연이 작용하였기 때문이었다. 곰팡이에 의한 배지의 오염은 자주 일어날 수 있는 일이지만, 플레밍의 경우는 다양한 종류의 페니실린을 형성하는 매우 희귀한 페니실륨 곰팡이가 플레이트에 앉았다는 사실이 특별한 것이다.
또한 플레밍의 발견을 플레밍 이후 몇몇 과학자들이 실제로 재현해 보았지만, 근 40년동안 그것은 어떤 과학자도 재현할 수 없었다. 플레밍에게 정말로 일어났던 일이 무엇인지에 대해 적절한 설명을 제시한 과학자는 로날드 헤어 교수였다. 연구 결과 그는 1928년 플레밍이 곰팡이 접시에서 본 것을 잘못 해석했다는 사실을 밝혔다. 헤어 교수는 플레밍의 관찰에 대한 추적 실험 결과를 1968년에 의해 발표하였다. 1971년에는 페니실린의 첫 임상 사용 13주년 기념 페니실린 항생물질에 최근 연구를 소개하는 심포지엄이 열렸다. 그 개막 연설은 런던 임페리얼 과학기술대의 체인 교수가 맡아서 흔히 얘기되는 창문으로 들어온 곰팡이 이야기를 한다. 그는 “플레밍은 정말 무더기로 행운을 잡았는데, 그건 흔히들 생각하는 사건의 전모와는 거리가 멉니다. 플레밍이 관찰한 그 현상은 단순하고, 명쾌한 것처럼 보이지만 실제는 그렇지 않았지요. 극히 소수의 사람들만이 그 속에 숨겨진 복잡성을 이해하고 있으며, 대단히 희귀한 몇 가지 상황이 겹쳐야만 그런 관찰이 가능한 것입니다.”라고 말한다.
그렇다면 플레밍이 실제로 발견한 것은 무엇일까? 그는 플레밍이 포도상구균의 분해는 페니실린 자체에 의한 것이 아니라 페니실린의 영향으로 아주 특별한 경우에만 생길 수 있는 자기 분해 작용을 발견했을 것이라고 한다. 체인 교수는 플레밍은 포도상구균을 비이상적으로 오래 방치해두었고, 대개 실제 치료에 쓰일 수 있는 화학요법에서의 페니실린이 세균에 미치는 영향인 세균 성장 억제 효과를 발견한 것이 아니라, 극히 소수의 세균에서만 일어나는 페니실린의 세균 분해 현상을 발견한 것이었다고 말한다.
1949년 플로리와 체인을 포함한 옥스퍼드 팀은 플레밍의 업적을 “행운에 의해 페니실륨 노타툼이 실험 접시에 떨어져서 생긴 변화를 인지하고 그것을 연구하기 시작했다는 것과 후에 다른 사람들이 사용 가능하도록 곰팡이를 보관해 두었다는 것 정도이다.”라고 평가하였다.

#### 페니실린의 작용기작
페니실린은 베타-락탐 항생제의 한 종류이다. (붉은 사각형의 고리가 베타-락탐 고리이다. 이 고리는 항균 작용을 나타나는데 필수적이며 주위의 겉사슬은 항균 범위, 산에 대한 안정성, 흡수율 등의 부가적인 성질을 결정한다.) 베타-락탐 항생제는 항생제 중 한 부류인데, 이들은 박테리아의 세포벽의 합성을 방해함으로 제 역할을 한다.

#### 페니실린의 발견 당시 사회의 대한 영향
페니실린의 발견 후 초반부에는 당시 동료 과학자들은 플레밍의 발견에 대해 그다지 큰 자극을 받지 못하였다. 뿐만 아니라, 1928년에서 1935년 사이에 최소 4편 이상의 논문들이 세균을 죽일 수 있는 페니실린에 대해 다루고 있었음에도 그 분야에 대해서 다른 과학자나 제약 회사들은 관심을 가지지 않았다. 이것은 페니실린의 작용이 당시의 화학요법의 연구 방향과는 개념 자체가 완전히 반대였기 때문이다. 당시에는 세균을 죽이는 물질은 숙주의 세포를 파괴시키지 않고서는 세균을 죽일 수 없다는 것이 일반적인 상식이었다.

#### 실제 플레밍의 업적
실제로 페니실린을 임상적으로 사용가능한 상태로 만들고 대량 생산한 것은 옥스퍼드 대학의 에른스트 체인과 하워드 플로리의 연구팀이었다. 하지만 일반적으로 대중에게 알려진 사실은 플레밍이 페니실린에 대해 모든 것을 한 것처럼 알려져 있다. 이는 당시 언론이 페니실린에 관심을 보일 때에 옥스퍼드 팀의 플로리는 언론에 대해서 부정적으로 생각하였으며, 따라서 언론에 자신들의 업적을 공개하지 않았다. 하지만 플레밍은 언론을 거부하지 않았으며, 따라서 화학요법에 대한 페니실린의 가능성을 제시한 것은 플레밍뿐만이 아니었지만 언론에서는 옥스퍼드 연구팀의 업적까지 플레밍의 것으로 묘사하며 플레밍의 페니실린 발견 신화를 만들어갔다.

#### E. B. 체인, H. W. 플로리의 페니실린 분리·정제, 대량 생산

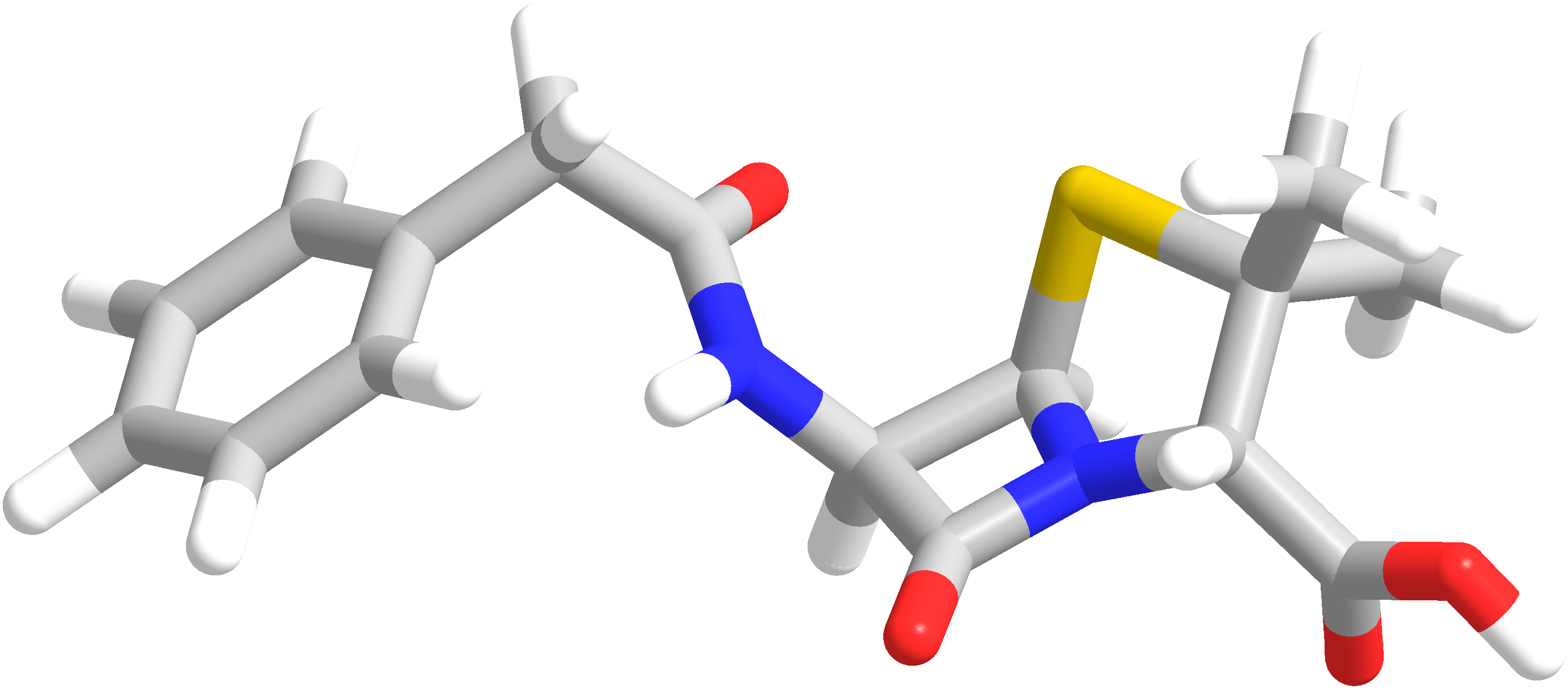
벤질 페니실린의 3D 모델

1939년에 플레밍의 세균 균주 표본은 하워드 플로리가 이끄는 옥스퍼드 대학교 연구팀으로 넘어갔다. 이 연구팀은 기술적으로 재능이 뛰어난 에른스트 체인이 함께 있었다. 오랜 노력 끝에 이 연구팀은 록펠러 재단으로부터의 후원으로 세균 균주를 죽이는 물질을 확인하고 추출해내고자 하였다. 게르하르트 도마크(Gerhard Domagk)가 1935년에 보인 프론토실(Prontosil)의 주사가 연쇄구균에 의한 감염을 치료한 것은 그들의 연구에 영감을 주었으며, 이 사건은 침입하는 세균이 약으로부터 치료될 수 있다는 점을 알려주었다. 플레밍의 페니실륨 노타튬(Penicillium notatum)은 옥스퍼드 대학교의 플로리 연구팀에게 시작점이 되었다.
플로리와 체인을 포함한 그의 연구팀은 빠르게 정제된 페니실린을 실험에 충분한 양만큼 추출하는 데에 성공하였다. 그리고 그들은 1년 안에 란셋지(Lancet)에 발표를 할 수 있었다. 페니실린의 주사는 다양한 감염 증세를 가진 환자에 대핸 매우 높은 항생능력을 보였다. 옥스퍼드 팀은 거기에서 멈추지 않고 제2차 세계 대전으로 인한 페니실린 수요에 맞추었다. 그들은 정부가 페니실린 생산에 필요한 체계를 형성하는 것을 도왔으며, 플로리는 1940년대에 미국의 제약회사들이 대량으로 페니실린을 생산하도록 하였다. 제2차 세계 대전이 끝날 무렵에 페니실린은 수백만 명의 생명을 구하였다.

#### 오늘날 페니실린의 활용 및 항생제 분야에 대한 영향
페니실린은 단지 최초의 항생제로 끝나는 것이 아니라 많은 개량을 통해서 오늘날에도환자 치료에 유용한 항생제로 쓰이고 있다. 좋은 효율의 투여방법과 내성 균주의 대응, 스펙트럼의 광범위화를 위해 개량하여 이용하는데 이 개량된 항생제를 페니실린계라 부른다. 페니실린의 대표적인 종류로는 페녹시메틸 페니실린, 벤질페니실린, 프로카인 벤진페니실린 등이 있다.
오늘날은 페니실린뿐만 아니라 다양한 형태의 항생제들이 존재한다. 페니실린은 대표적인 베타-락탐계열 항생제 중 하나이다. 이 베타-락탐계열 항생제는 세균 세포막인 펩티도글리칸의 교차연결 배열을 망가트림으로써 세균을 죽인다. 이와 비슷하게 세포벽을 망가뜨림으로 세포를 죽이는 항생제는 세펨 계열의 항생제가 있다. 또한 증식을 억제하는 마크로라이드 계열, 단백질 합성을 억제하는 테트라시클린 계열, 효소 생성을 방해하는 퀴놀론 계열 등의 다른 종류의 항생제들이 있다. (상세한 내용은 분류:페니실린 참조)
페니실린은 원래 자연계에 있던 항생물질이다. 처음에는 이러한 자연에서 발견한 물질들을 주로 이용하였지만 화학 기술의 발전으로 인해 이런 물질들을 인공적으로 합성할 수 있게 되었고, 구조를 살짝 바꾸는 반합성, 또 완전히 새로운 항생 물질을 합성함으로 인해서 오늘날에는 항생제의 종류와 폭이 상당히 넓어졌다. 하지만 항생제의 발전과 동시에 신체내의 부작용과 내성을 가지는 박테리아 역시 계속적으로 진화하면서 항생제의 부작용은 더욱 두드러지고 있다. 따라서 항생제의 남용을 지양하는 방향으로 나아가기 위해 다양한 측면의 노력이 이루어지고 있다.

## 과학사적 의의: 우연적 발견

### 세렌디피티
세렌디피티(Serendipity)란 사전적으로는 '행운을 우연히 발견하는 능력'으로 정의되는 단어이다. 과학사에서는 완전한 우연으로부터 얻어지는 중대한 발견이나 발명을 뜻하는 말로도 쓰인다. 과학적 방법은 반복성, 재연성을 갖는다. 하지만 세렌디피티는 반복 가능하지도, 재연 가능하지 않다. 플레밍의 가장 큰 업적인 리소자임과 페니실린의 발견은 세렌디피티의 대표적 사례에 속한다. 리소자임의 발견은 플레밍이 우연히 자신의 콧물을 세균배양접시에 넣음으로써 있을 수 있었으며, 페니실린은 위의 2.4.3 페니실린의 우연적 발견 및 페니실린 신화에서 언급된 대단히 희귀한 조건이 겹쳐야지만 발생하는 기적에서 발견되었다. 이러한 과학적 발견은 언제나 합리적 추론의 결과로 얻어지는 것은 아니다. 하지만 완전한 우연에 의한 과학적 세렌디피티는 없다는 것이 이러한 현상을 연구하는 학자들의 생각이다. 즉 세렌디피티가 일어나기 위해서는 ‘준비되고 열린 마음(prepared and open mind)’이 전제되어야 한다는 것이다. 세렌디피티와 관련되어 루이 파스퇴르는 “우연은 준비된 자에게만 미소 짓는다.”라고 하였다.

### 예시
세렌디피티의 대표적 예시는 플레밍의 리소자임, 페니실린의 발견이다. 과학사에서는 이러한 우연에 의한 발견 사례가 많이 존재하는데 크리스토퍼 콜럼버스의 신대륙 발견, 알프레드 노벨의 다이너마이트 발명, 뢴트겐의 X선 발견, 제너의 종두법, 그리고 독일 화학자 케쿨레의 벤젠의 분자구조 발견 등이 대표적인 과학사적 세렌디피티의 사례이다.

## 수상실적, 업적 및 영예

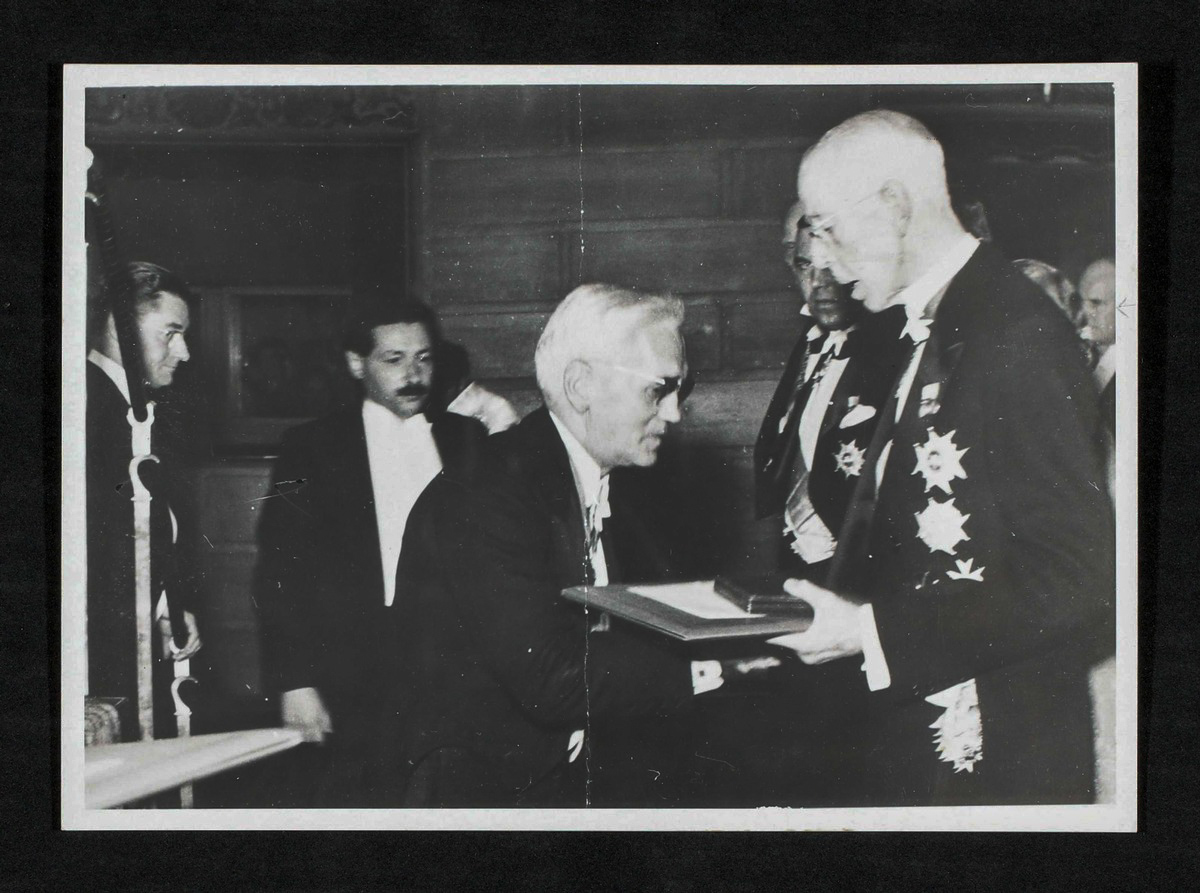
알렉산더 플레밍 경(중앙)이 스웨덴 국왕 구스타프 5세에게 노벨상을 받고 있다.

플레밍의 페니실린 발견은 현대 의학 및 약학의 방향을 바꾸어놓았다. 페니실린을 포함한 이후 항생제의 발전은 현재까지 수백만 명의 목숨을 구한 것으로 알려져 있다. 2000년이 다가오면서 최소 3개 이상의 스웨덴 대형 신문사에서는 페니실린을 세기의 가장 중요한 발견으로 꼽았으며, 그리고 이 중 몇몇 잡지에서는 페니실린의 발견이 이백만명 이상의 생명을 살렸다고 추정한다고 한다. 알렉산더 플레밍의 동상이 스페인의 마드리드의 가장 큰 투우장인 Plaza de Toros de Las Ventas 메인 빌딩 앞에 세워져 있다. 이 동상은 페니실린이 투우장에서 죽는 투우사의 수를 줄여주었다는 의미에서 세워졌다. Flemingovo náměstí는 플레밍의 이름을 따서 체코 프라하의 Dejvice community의 광장이름으로도 붙여졌다.
- a Fellow of the Royal College of Surgeons (1909년 영국)
- a Fellow of the Royal College of Physicians (1944년 런던)
- Hunterian Professorship by the Royal College of Surgeons in England(1919년)
- Arris and Gale Lecturer (1929년)
- Honorary Gold Medal of the Royal College of Surgeons(1919년)
- Williams Julius Mickle Fellowship, University of London (1942년)
- Charles Mickle Fellowship, University of Toronto (1944년)
- John Scott Medal, City Guild of Philadelphia (1944년)
- Knight Bachelor (1944년)
- Cameron Prize, University of Edinburgh (1945년)
- Moxon Medal, Royal College of Physicians (1945년)
- Cutter Lecturer, Harvard University (1945년)
- Albert Gold Medal, Royal Society of Arts (1946년)
- Gold Medal, Royal Society of Medicine (1947년)
- Medal for Merit, U.S.A. (1947년)
- the Grand Cross of Alphonse X the Wise, Spain (1948년)
- 노벨 생리학·의학상 (1945): 노벨상 위원회의 규정에 따라 최대 인원 세 명이 상을 함께 받았다. 수상 동기는 "페니실린과 그것의 다양한 감염성 질환에 대한 치료 효과의 발견으로"[17]였다. 플레밍의 노벨상 메달은 스코틀랜드 국립 박물관에 1989년에 있고, 왕립 박물관이 2011년에 다시 열면 전시될 예정이다.

## 저서
- Penicillin: Its Practical Application (1946, non-fiction)

## 참고 문헌

### 참고 자료
- 데이비드 윌슨, 〈페니실린을 찾아서>, 전파과학사, 1997
- 예병일, <현대의학, 그 위대한 도전의 역사>, (주)사이언스북스, 2004
- 크리스티안 베이마이어, <의학사를 이끈 20인의 실험과 도전>, 김영사, 2010
- 권오길, <바람에 실려 온 페니실린>, 서울: 지성사, 2004
- Robert Mulcahy, <Diseases: Finding the Cure>, The Oliver Press, 1996